# Майский, Олег Иванович
Олег Иванович Майский (1921—1979) — советский военный деятель и инженер, организатор работ по созданию и испытаниям ракетного вооружения и космической техники, генерал-майор (1962). Лауреат Государственной премии СССР (1977).

## Биография
Родился 18 июля 1921 года в городе Барвенково, Харьковской области в крестьянской семье.
С 1940 года после окончания двух курсов Харьковского электротехнического института был призван в ряды РККА и направлен для обучения в Горьковское училище зенитной артиллерии, по окончании которого с 1941 по 1943 год служил в составе Управления командующего артиллерией 35-й армии Дальневосточного фронта где командовал взводом и батареей, помощником и старшим помощником начальника отдела этого управления по противовоздушной обороне.
С 1943 по 1948 год обучался на командном факультете зенитной артиллерии Военной артиллерийской инженерной академии имени Ф. Э. Дзержинского, который окончил с отличием. С 1948 по 1951 год служил в Прикарпатском военном округе в должности помощника начальника штаба зенитно-артиллерийской бригады. С 1951 по 1957 год служил в 23-й бригаде особого назначения РВГК в должностях: командира огневой батареи и начальника штаба отдельного испытательного дивизиона, в 90-й инженерной бригаде РВГК в должностях: заместителя командира и командира отдельного инженерного дивизиона и заместителя командира этой бригады. С 1957 по 1960 год — начальник штаба. С 1957 по 1960 год служил в Научно-исследовательском испытательном полигоне № 5 Министерства обороны СССР (полигон Байконур) в должности командира отдельной инженерно-испытательной части.
С 1960 по 1961 год — командир 202-й ракетной бригады. С 1961 по 1965 год — командир 42-й ракетной дивизии. Постановлением Совета Министров СССР от 7 мая 1962 года О. И. Майскому было присвоено воинское звание генерал-майор. С 1965 по 1970 год на научно-педагогической работе в Военной Краснознаменной академии химической защиты имени Маршала Советского Союза С. К. Тимошенко в должности начальника факультета ракетного топлива. С 1970 по 1978 год на научно-исследовательской работе в НИИ-4 МО СССР в должностях заместителя начальника и начальника управления. О. И. Майский являлся председателем Государственной комиссии по проведению лётных испытаний жидкостной, двухступенчатой МБР МР УР-100.
В 1977 году Постановлением ЦК КПСС и СМ СССР «За создание, испытание и организацию серийного производства межконтинентальной ракеты УР-100» О. И. Майскому была присуждена Государственная премия СССР.
С 1978 по 1979 год — ведущий инженер Конструкторского бюро транспортно-химического машиностроения.
Скончался 20 сентября 1979 года в городе Одинцово, Московской области, похоронен на Лайковском кладбище.

## Награды
- Орден Трудового Красного Знамени (1960)
- Орден Красной Звезды (1961)
- Медаль «За боевые заслуги» (1950)
- Медаль «За победу над Германией в Великой Отечественной войне 1941—1945 гг.»
- Государственная премия СССР (1977 — «За создание, испытание и организацию серийного производства межконтинентальной ракеты УР-100»)[1][2][5]